# Футбол на летних юношеских Олимпийских играх 2014
Соревнования по футболу на летних юношеских Олимпийских играх 2014 в Нанкине прошли с 14 по 27 августа 2014 года на стадионах «Утайшань» и «Спортивный центр Цзяннин». Медали разыгрывались среди юношей и девушек.
В каждом из турниров принимали участие по 6 команд из 6 континентов. К соревнованиям допускались игроки 1999 года рождения. Игры длились 80 минут (2 тайма по 40 минут).

## Участники
От каждой конфедерации принимала участие только одна команда. При этом одна и та же страна не могла участвовать сразу в обоих турнирах среди юношей и девушек. Часть сборных были приглашены ФИФА, остальные же отбирались через континентальные турниры.
| Конфедерация                | Юноши            | Девушки              |
| --------------------------- | ---------------- | -------------------- |
| Африка (КАФ)                | Кабо-Верде       | Намибия              |
| Азия (АФК)                  | Республика Корея | Китай                |
| Европа (УЕФА)               | Исландия         | Словакия             |
| Северная Америка (КОНКАКАФ) | Гондурас         | Мексика              |
| Океания (ОФК)               | Вануату          | Папуа — Новая Гвинея |
| Южная Америка (КОНМЕБОЛ)    | Перу             | Венесуэла            |

## Медалисты
| Соревнования | Золото | Серебро          | Бронза   |
| Юноши        | Перу   | Республика Корея | Исландия |
| Девушки      | Китай  | Венесуэла        | Мексика  |